# 曾誠
曾 誠（ゼン・チェン、漢音読み：そ せい、簡体字：曾诚、繁体字：曾誠、拼音：Zēng Chéng、Zeng Cheng、1987年1月8日 - ）は、中華人民共和国・湖北省武漢市出身のサッカー選手。中国サッカー・スーパーリーグ・上海申花所属。元中国代表。ポジションはゴールキーパー。「曽 誠」と表記されることもある。

## 経歴

### クラブ
武漢光谷でキャリアをスタートさせたが、2005年にインドネシアのPersebaya Surabayaへのローン移籍を経験している。
2005年11月5日に上海申花戦（1-1）でデビュー、当面は鄧小飛の控えだった。しかし2008年に武漢光谷は中国サッカー協会の判決に抗議し、リーグ脱退してしまう.

#### 河南建業
2009年は河南建業へ移籍。レギュラーとして活躍し、弱小クラブの河南はこの年優勝争いに絡むなど歴代最高位の3位でフィニッシュ.

#### 広州恒大
2013年1月、チームメイトの趙鵬らと共に王者の広州恒大へ移籍。正GKとして曽誠はリーグ7連覇、アジアチャンピオンズリーグ2度優勝などに貢献。自身もリーグ最優秀GKに3度輝いている。
2015年3月4日、AFCチャンピオンズリーグ2015の第2節でウェスタン・シドニー・ワンダラーズFCと対戦し、試合中に顔面を負傷してしまい計5カ所を骨折したと発表した。
2015年12月24日に広州恒大との契約を更新した。契約年数は2〜5年と発表された。市場価格は7500万円、年俸は2億7000万円とされている。
上海申花
2020年シーズンは上海申花にレンタル移籍。

## 代表歴

### 出場大会
- 中国代表
  - 2011年 - AFCアジアカップ2011（グループリーグ敗退）
  - 2015年 - AFCアジアカップ2015（ベスト8）
  - 2015年 - 東アジアカップ2015（準優勝）

### 試合数
国際Aマッチ 42試合 0得点（2009年-2018年）
| 中国代表 | 国際Aマッチ | 国際Aマッチ |
| 年       | 出場        | 得点        |
| -------- | ----------- | ----------- |
| 2009     | 3           | 0           |
| 2010     | 5           | 0           |
| 2011     | 3           | 0           |
| 2012     | 6           | 0           |
| 2013     | 9           | 0           |
| 2014     | 5           | 0           |
| 2015     | 1           | 0           |
| 2016     | 5           | 0           |
| 2017     | 5           | 0           |
| 2018     | 1           | 0           |
| 通算     | 42          | 0           |

## タイトル

### クラブ
湖北武漢
- 中国サッカー・超級リーグ：1回 (2005)

広州恒大
- AFCチャンピオンズリーグ：2回 (2013, 2015)
- 中国サッカー・超級リーグ：4回 (2013, 2014, 2015, 2016)
- 中国FAカップ：1回 (2016)
- 中国サッカー・スーパーカップ：1回 (2016)

### 代表
中国代表
- 東アジアカップ：1回 (2010)

### 個人
- 中国サッカー・超級リーグベストイレブン：3回 (2013, 2015, 2016)
- 中国サッカー協会最優秀選手GK賞：3回 (2013, 2015, 2016)